# 曹議金
曹議金（?—?），始名曹仁贵，五代十国时期的第一任曹氏归义军节度使。
曹議金本是沙州（今甘肃敦煌）長史，向后唐遣使朝貢。靈武节度使韓洙推薦，後唐莊宗李存勗乃授曹議金沙州刺史，充歸義軍節度使、瓜沙等州處置使。曹議金派遣使者到甘州，求娶回鶻可汗女為妻，又將女兒嫁給甘州回鶻可汗。貞明四年（918年），曹仁貴派使者出使後梁，受到封贈。長興二年（931年），曹仁貴稱“令公”、“拓西大王”。清泰二年（935年），曹仁貴病死，其子曹元德繼位。

## 子
- 曹元德
- 曹元深
- 曹元忠

## 延伸閱讀
- 榮新江《甘州回鶻與曹氏歸義軍》、《曹議金征甘州回鶻史事表徵》